# Nuovo ciclo di guida europeo

Nuovo ciclo di guida europeo

Il nuovo ciclo di guida europeo, in inglese NEDC (New European Driving Cycle) era un ciclo di guida definito dalle direttive comunitarie, non più in vigore. Il ciclo si proponeva di rappresentare l'uso tipico di una vettura in Europa ed era utilizzato, tra l'altro, per valutare i livelli di emissioni inquinanti dei veicoli e per il consumo di carburante. Dal 1º settembre 2017 è stato rimpiazzato dal successore, denominato WLTC (Worldwide harmonized Light vehicles Test Cycles), che è parte della più ampia procedura di prova per veicoli leggeri armonizzata a livello mondiale (WLTP).
Il ciclo, il cui ultimo aggiornamento risale al 1997, è considerato poco realistico, in quanto le accelerazioni presenti sono piuttosto blande e poco rappresentative della guida reale. Esso è piuttosto da intendersi come strumento per effettuare confronti dei consumi e delle emissioni tra diverse vetture, essendo il ciclo normato e riproducibile.
Esso era costituito dalla ripetizione di quattro cicli urbani (ECE-15 driving cycle) a una velocità massima di 50 km/h e uno extraurbano (extra-urban driving cycle) alla velocità massima di 120 km/h. La durata complessiva del ciclo è di 1180 s, la distanza percorsa è di 11,023 km. Il ciclo è effettuato con vettura a motore inizialmente a temperatura ambiente, questa è di circa 22 °C. I punti di cambiata sono predefiniti per vetture con cambio manuale, liberi per quelle con cambio automatico.